# Bardsragujn chumb 2006
Il Bardsragujn chumb 2006 è stato la 15ª edizione del campionato di calcio armeno, disputato tra il 14 aprile e il 9 novembre 2006 e concluso con la vittoria del Pyunik FC al suo nono titolo.
Capocannoniere del torneo fu Aram Hakobyan (Banants) con 25 reti.

## Formula
La federazione stabilì che il Gandzasar FC, sconfitto nello spareggio contro il Shirak FC nella stagione precedente, sarebbe stato promosso per portare a 10 il numero delle squadre partecipanti.
Prima dell'inizio della stagione il Kotayk Abovian e la neopromossa Erevan United FC (squadra riserve del FC Ararat Erevan) si sciolsero, così come il Lernagorts Kapan. Fu ripescata dalla seconda serie proprio il FC Ararat per portare a 8 il numero di squadre. In vista di in ampliamento del numero di club non furono previste retrocessioni.
La squadra campione si qualificò alla UEFA Champions League 2007-2008, la seconda classificata alla Coppa UEFA 2007-2008 e la terza alla Coppa Intertoto 2007.
La Dinamo-Zenit Erevan cambiò nome in FC Ulisses.

## Squadre partecipanti
| Club          | Città    | Stadio | Posizione 2005     |
| ------------- | -------- | ------ | ------------------ |
| Širak         | Gyumri   |        | 8°                 |
| Banants       | Abovyan  |        | 3°                 |
| Kilikia       | Erevan   |        | 5°                 |
| Ararat        | Erevan   |        | 7°                 |
| Mika Ashtarak | Ashtarak |        | 2°                 |
| Ulisses       | Erevan   |        | 6°                 |
| P'yownik      | Erevan   |        | Campione d'Armenia |
| Ganjasar      | Kapan    |        | Aradżin Chumb      |

## Classifica finale
|                    | Pos. | Squadra       | Pt | G  | V  | N | P  | GF | GS | DR  |
| ------------------ | ---- | ------------- | -- | -- | -- | - | -- | -- | -- | --- |
| Armenia (bandiera) | 1.   | P'yownik      | 73 | 28 | 23 | 4 | 1  | 86 | 23 | +63 |
|                    | 2.   | Banants       | 57 | 28 | 18 | 3 | 7  | 67 | 26 | +41 |
|                    | 3.   | Mika Ashtarak | 57 | 28 | 17 | 6 | 5  | 45 | 21 | +24 |
|                    | 4.   | Ararat        | 49 | 28 | 15 | 4 | 9  | 48 | 35 | +13 |
|                    | 5.   | Ganjasar      | 24 | 28 | 7  | 3 | 18 | 28 | 60 | -32 |
|                    | 6.   | Kilikia       | 23 | 28 | 6  | 5 | 17 | 38 | 69 | -31 |
|                    | 7.   | Širak         | 19 | 28 | 4  | 7 | 17 | 21 | 64 | -43 |
|                    | 8.   | Ulisses       | 17 | 28 | 5  | 2 | 21 | 31 | 66 | -35 |

Legenda:

      Campione di Armenia e ammessa alla Champions League
      Ammessa alla Coppa UEFA
      Ammessa alla Coppa Intertoto
 Ammessa allo spareggio promozione-retrocessione
Note:

Tre punti a vittoria, uno a pareggio, zero a sconfitta.

### Verdetti
- Pyunik FC Campione d'Armenia e ammesso alla UEFA Champions League 2007-2008
- FC Banants ammesso alla Coppa UEFA 2007-2008
- Mika Ashtarak ammesso alla Coppa Intertoto 2007

## Spareggio retrocessione/promozione
| Erevan 18 novembre 2006 | Ulisses | 4 – 2 | Dinamo Erevan |  |

L'Ulisses rimane nella massima serie.

## Classifica marcatori
| Gol |  |  | Giocatore         | Squadra          |
| --- |  |  | ----------------- | ---------------- |
| 25  |  |  | Aram Hakobyan     | Banants          |
| 22  |  |  | Nšan Ērzrowmyan   | Kilikia / Ararat |
| 15  |  |  | Arsen Avetisyan   | P'yownik         |
| 14  |  |  | Art'owr K'očaryan | Ganjasar         |
| 11  |  |  | Armen Shahgeldyan | Mika Ashtarak    |